# Myriotrema sordidescens
Myriotrema sordidescens är en lavart som först beskrevs av Fée, och fick sitt nu gällande namn av Kalb 1992. Myriotrema sordidescens ingår i släktet Myriotrema och familjen Thelotremataceae.   Inga underarter finns listade i Catalogue of Life.